# Jeux paralympiques d'été de 2032
Les Jeux paralympiques d'été de 2032, officiellement appelés les XIXe Jeux paralympiques d'été, se dérouleront en 2032 à Brisbane et dans l'État du Queensland en Australie.
C'est la deuxième fois que l'Australie accueille les Jeux paralympiques d'été après ceux de 2000 à Sydney.
La ville hôte des Jeux olympiques et paralympiques d'été de 2032 a été élue lors de la 138e session du Comité international olympique le 21 juillet 2021 à Tokyo au Japon. Selon un processus nouveau de candidature voulu par le CIO, Brisbane était seule candidate le jour de l'élection pour accueillir les Jeux.

## Organisation
Le Brisbane Organising Committee for the 2032 Olympic and Paralympic Games a été créé par le Gouvernement du Queensland afin de planifier, d'organiser et de livrer les Jeux olympiques et paralympiques conformément au contrat d'accueil.
En novembre 2022, des défenseurs, dont la Paralympienne Karni Liddell, ont exprimé des préoccupations quant à la préparation de Brisbane pour accueillir les Jeux paralympiques en 2032, citant de nombreux cas où il y avait un manque d'accessibilité appropriée pour les personnes en situation de handicap dans toute la ville. Liddell a imploré les organisateurs des Jeux de consulter le secteur du handicap afin de permettre à la ville de devenir entièrement accessible aux personnes en situation de handicap. Le responsable de Youngcare Connect, Shane Jamieson, a également accusé la ville d'être "complètement mal préparée" pour accueillir les Jeux paralympiques, déclarant que les futurs développements avant 2032 dépendraient de la consultation des personnes en situation de handicap. Le Commissaire aux droits de l'homme du Queensland, Scott McDougall, a déclaré que le Queensland était encore en retard en ce qui concerne l'accessibilité totale des transports en commun aux personnes en situation de handicap, 40 % des gares ferroviaires dans le South East Queensland n'étant toujours accessibles qu'par des escaliers.

### Identité visuelle
Le jour de l'élection, un emblème olympique et paralympique provisoire est dévoilé par la ville de Brisbane et le CIO.

## Tableau des médailles
Le tableau suivant présente les quinze premières nations au classement des médailles de leurs athlètes:
- Pays organisateur (Australie)

| Rang | Nation    | Or | Argent | Bronze | Total |
| ---- | --------- | -- | ------ | ------ | ----- |
| 1    | Australie |    |        |        |       |